# 대안환호 침몰 사고
대안환호 침몰 사고(大安丸號沈沒事故)는 1936년 8월 31일 대안기선공사 소속의 대안환호가 압록강 하구 대고산(大孤山) 부근에서 전복, 침몰한 사고이다. 이 사고로 156명이 물에 빠져 사망하였다.

## 사고 경위
대안환호
대안환호는 1936년 봄에 일본 미도(尾道)에서 건조하고 대안기선공사(大安氣船公社)에서 구입하였다. 51톤급의 철선으로, 150마력의 디젤 엔진으로 시속 15마일로 운행하는 기선(氣船)이었다.
침몰
1934년 8월 31일 6시에 승조원 9명과 승객 159명을 태우고 안동현을 출발한 대안환호는 압록강 하구, 안동에서 50해리 거리의 대고산 입구 부근에서 심한 풍랑으로 선체가 기울어져 전복, 침몰하였다.
구조된 승객의 증언에 의하면, 큰 파도가 일어 승객들이 우왕좌왕하는 사이에 파도가 덮쳐 전복되었다고 하였다. 당시 선장의 지시로 중갑판에 100명이 들어갔고 상갑판에 승객 60명이 있었는데, 배가 전복되면서 중갑판에 있던 승객들은 배와 함께 2분만에 침몰하였다. 물로 뛰어든 중에 헤엄치지 못하는 승객은 살지 못하였다.

## 구조 및 수색
만주국 해변경찰대 소속 영안호가 부근을 지나가다가 선장과 기관장을 포함한 선원 6명, 승객 11명을 구조하였다.
영안환호는 보조 범선 굴길환호와 함께 사고 20분 후에 도착하였으나, 풍랑이 거세어 보트를 내리지 못하고 부낭으로 각각 15명과 5명을 구조하였다.
대안기선공사는 구조선을 파견하고 여순 요항부에 구축함 파견을 요청하였다.
구조된 승객의 증언에 의하면, 148명이 물에 빠져 사망하였고, 그중 140명이 만주국인이고 그중 조선인은 4명, 승조원이 4명이었다.
9월 1일부터 진남포에서 온 6명의 잠수부가 시신 인양 작업을 시작하였다. 9월 3일까지 54구의 시신을 인양하였고, 선내에는 시신이 60구 정도 남아 있었음을 확인하였다. 9월 10일 안동 헌병대에서는 사망자는 모두 156명이고, 그 중 73구의 시신을 발견하였다고 발표하였다. 83구의 시신은 찾지 못할 것으로 추측되었다.
대안환호는 사고 현장에서 60m 정도 바다로 떠내려가 인양이 불가한 것으로 추정되었다.

## 사후 처리
대안공사에서는 사망자 1인당 50원, 생존자 1인당 20원 정도의 '군색한' 위자료를 지급하기로 협의하였다고 보도되었다.
선장은 9월 10일에 과실치사죄로 안동 영사재판소로 회부되었다.

## 원인 분석
안동 수상서에서 진상을 조사하였고, 회사 간의 경쟁으로 요금이 내려가면서 승객의 정원을 초과한 것을 원인으로 추측하였다. 안동 헌병대에서는 9월 10일의 발표에서 정원 초과와 구조적 결함과 풍랑을 그 원인으로 추정하였다.